# Baron Ruzettepark

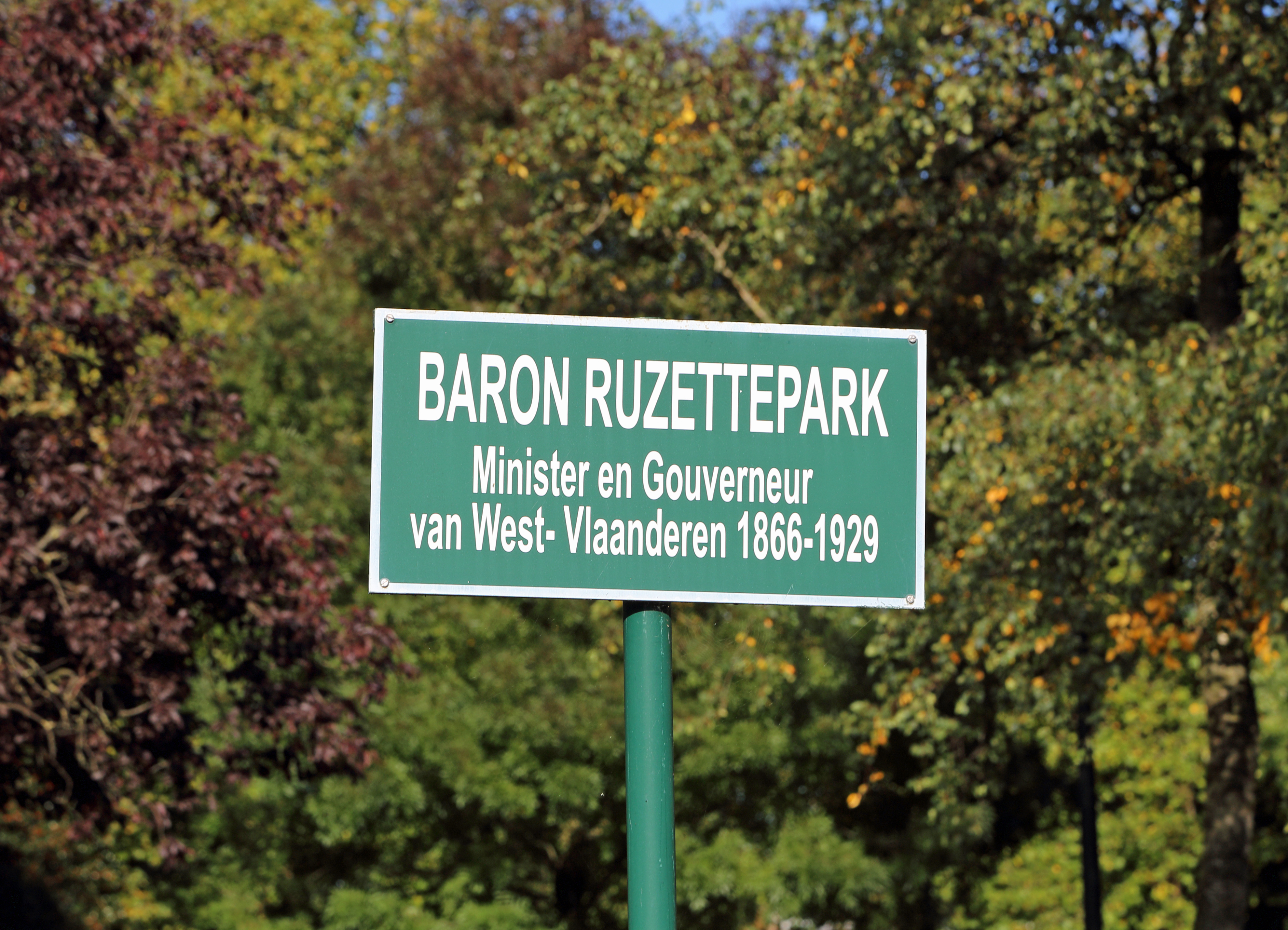
Baron Ruzettepark

Het Baron Ruzettepark is een stadspark aan de rand van Brugge, in de omgeving van de Komvest. Het heeft van oorsprong een driehoekige vorm. Aan de andere kant van het Komvest is het kleinere Sincfalpark gelegen.

## Geschiedenis

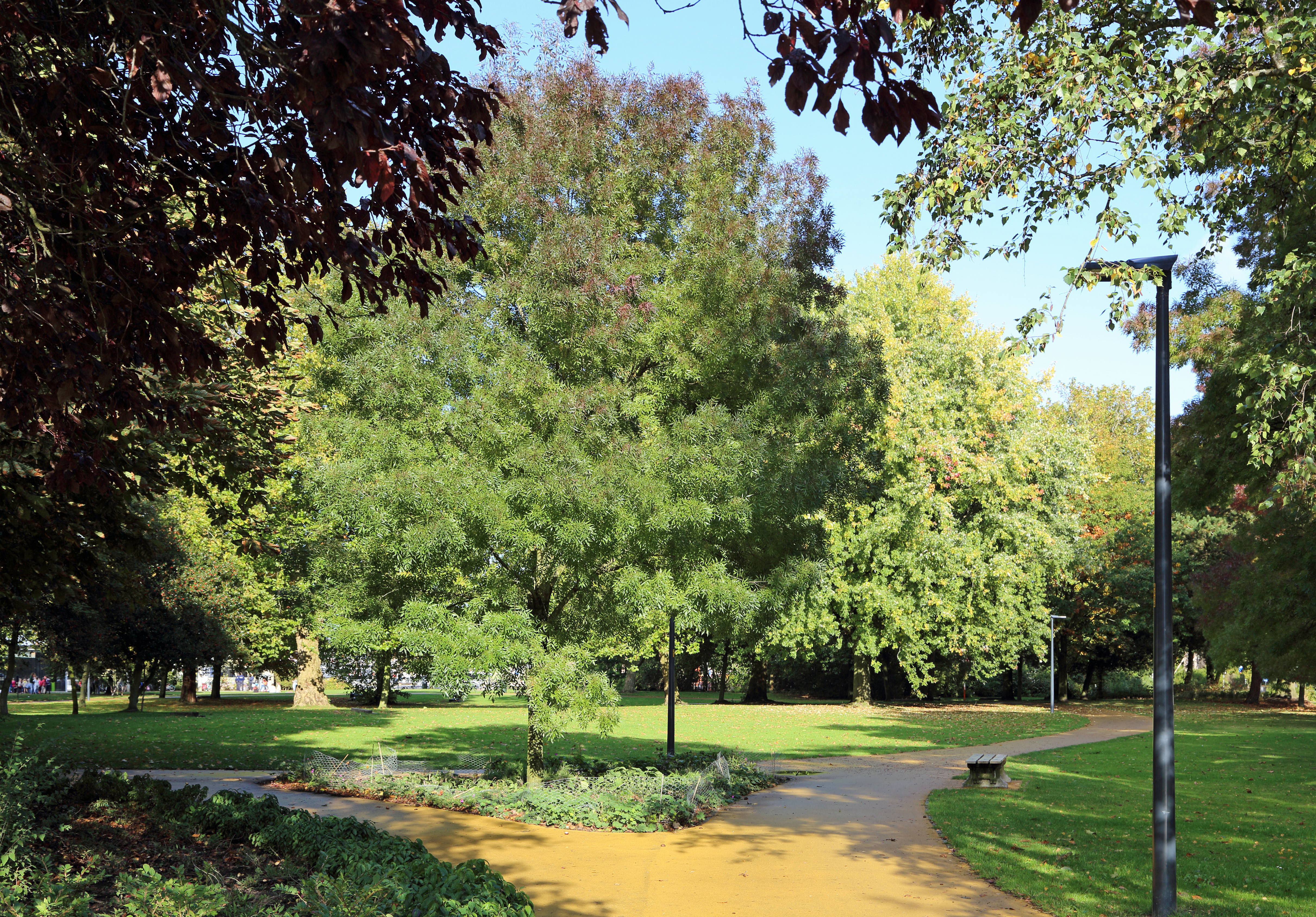
De nieuwe paden na de herinrichting

Het schepencollege van Brugge besloot op 21 juni 1929 het park tegenover de Sint-Jozefskliniek aan de Komvest 'Baron Ruzettepark' te noemen als hulde aan baron Albéric Ruzette. Deze was minister van Landbouw en Openbare Werken en later ook Provinciegouverneur en overleed in Brugge op 25 mei 1929.

### Herinrichting

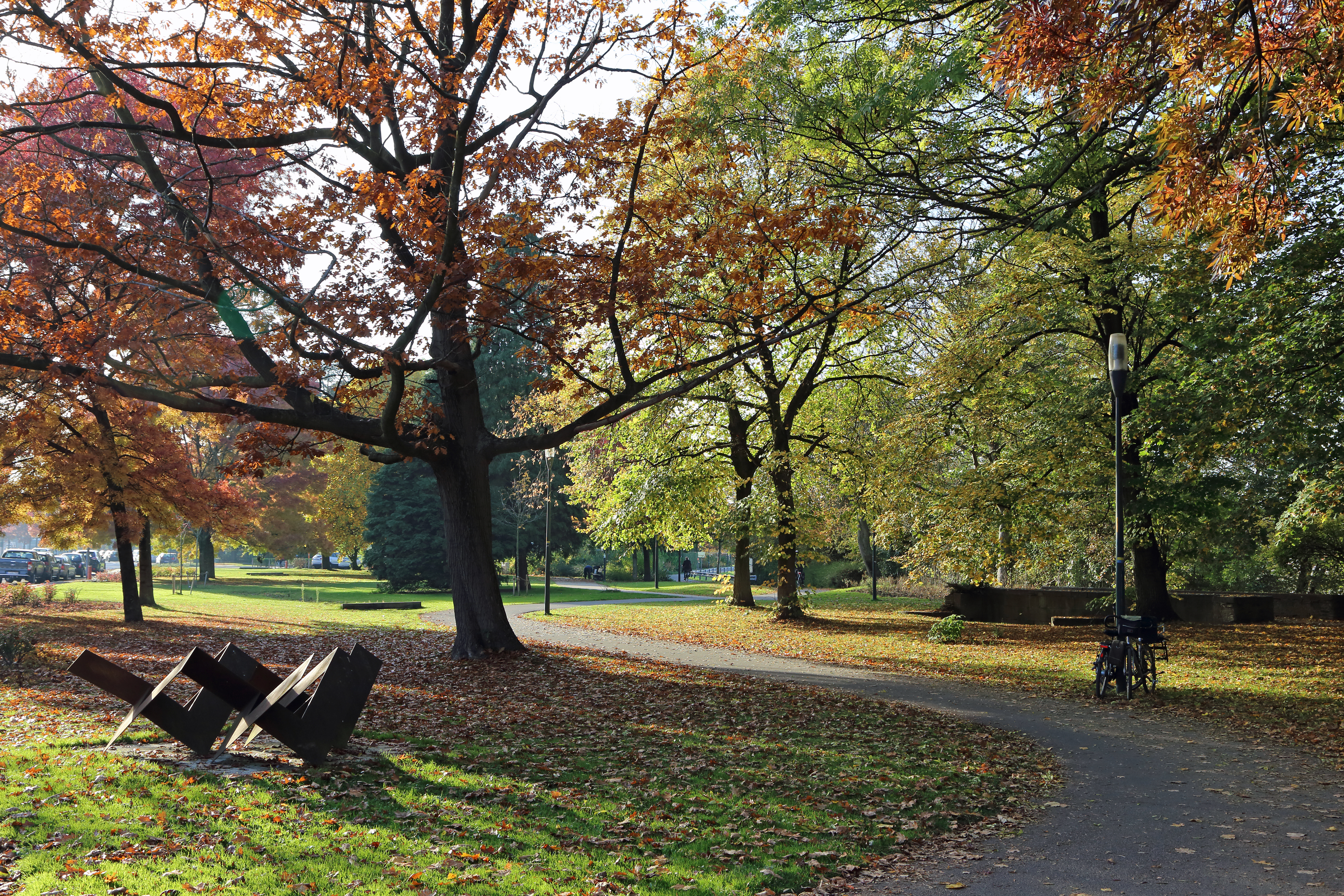
Herfst 2016

Het stadspark was aanvankelijk verdeeld in drie delen. In 2014 werd er een voorstel gedaan voor een heraanleg van het park om meer eenheid te creëren. Uiteindelijk werd besloten om de meeste bomen en een deel van de andere beplanting te behouden, maar de verschillende onderdelen beter aan elkaar te koppelen, mede door de aanleg van nieuwe paden. De waterkanten werden toegankelijk gemaakt door de beplanting grotendeels weg te halen.
In het park werden nieuwe perken aangelegd, met onder andere meer lentebloemen. In de zomer van 2016 werd een openbare barbecue geplaatst, de eerste in een stadspark van Brugge. De grote spoorbalken in het park verwijzen naar het voormalige rangeerstation. In maart 2018 kreeg het park een aantal fitnesstoestellen.
Voor de editie 2021 van de Triënnale Brugge creëerde Gijs Van Vaerenbergh in het park de installatie Colonnade met de dimensies en het silhouet van een prieel of paviljoen, maar wie binnengaat bevindt zich ineens in een labyrint. Hoewel initieel het een tijdelijke installatie zou zijn voor de periode van de Triënnale, van mei tot oktober, werd in oktober 2021 besloten Colonnade in het park te behouden.